# إسيكس (فيرمونت)
إسيكس (بالإنجليزية: Essex, Vermont) هي بلدة تقع بولاية فيرمونت في الولايات المتحدة. تبلغ مساحتها (كم²)، وترتفع عن سطح البحر م، بلغ عدد سكانها 19587 نسمة في عام 2010 حسب إحصاء مكتب تعداد الولايات المتحدة .

## أعلام
- بيرت آبي

## وصلات خارجية
- http://www.essex.org/
- The US50 - Cities and Towns in Vermont State
- Vermont Cities and Towns, Facts, Map, Flag, Colleges, Government, and More